# 585 (numero)
Cinquecentottantacinque (585) è il numero naturale dopo il 584 e prima del 586.

## Proprietà matematiche
- È un numero dispari.
- È un numero composto.
- È un numero difettivo.
- È un numero palindromo nel sistema numerico binario, nel sistema di numerazione posizionale a base 8 (1111) e nel sistema numerico decimale. In base 8 è anche un numero a cifra ripetuta.
- È parte delle terne pitagoriche (84, 585, 591), (220, 585, 625), (312, 585, 663) (364, 585, 689), (585, 648, 873), (585, 780, 975), (585, 928, 1097), (585, 1200, 1335), (585, 1404, 1521), (585, 2072, 2153), (585, 2244, 2319), (585, 2600, 2665), (585, 3780, 3825), (585, 4368, 4407), (585, 6324, 6351), (585, 6832, 6857),  (585, 11400, 11415), (585, 13156, 13169), (585, 19008, 19017), (585, 57036, 57039), (585, 171112, 171113).
- È un numero di Ulam.
- È un numero congruente.

## Astronomia
- 585 Bilkis è un asteroide della fascia principale del sistema solare.
- NGC 585 è una galassia spirale della costellazione della Balena.

## Astronautica
- Cosmos 585 è un satellite artificiale russo.